# Damoklejev meč
Damoklejev meč je prispodoba iz starogrške zgodbe o Dioniziju II, sirakuškem tiranu v 4. stoletju  pr. n. št. in njegovem dvorjanu Damokleju. Dvorjan je laskal svojemu vladarju, da je velik mož in srečnež. Dionizij mu je za en dan prepustil sladkosti vladanja. Damokleju so tisti dan stregli z vseh strani in upoštevali vse njegove zahteve, a je tiran Dionizij nad prestol dal obesiti oster meč na tanko žimo iz konjskega repa. Grozeči meč naj bi Damokleja opozarjal na nevarnost, ki se ji vladar izpostavlja spričo tekmecev in zavistnežev. Še pred koncem dneva je Damoklej svojega vladarja prosil, da ga reši nevarne preizkušnje.
Legendo je v kulturno zavest zahodnoevropske civilizacije utrdil Ciceron v svojih Tuskulanskih razpravah. 
Na zgodbo se sklicuje tudi Horacij:

Kdor čuti ostri meč nad grešno glavo,

mu niso v slast dobrote Sicilije. 